# Немања Јовић
Немања Јовић (Зворник, 8. августа 2002) српски је фудбалер који тренутно игра за Партизан.

## Статистика

### Клупска
Ажурирано 1. септембра 2023.
| Клуб     | Сезона   | Лига             | Лига | Лига | Национални куп | Национални куп | Европа | Европа | Остало | Остало | Укупно | Укупно |
| Клуб     | Сезона   | Дивизија         |      | Гол  |                | Гол            |        | Гол    |        | Гол    |        | Гол    |
| -------- | -------- | ---------------- | ---- | ---- | -------------- | -------------- | ------ | ------ | ------ | ------ | ------ | ------ |
| Партизан | 2020/21. | Суперлига Србије | 20   | 5    | 2              | 0              | —      | —      | —      | —      | 22     | 5      |
| Партизан | 2021/22. | Суперлига Србије | 32   | 3    | 4              | 0              | 12     | 1      | —      | —      | 48     | 4      |
| Партизан | 2022/23. | Суперлига Србије | 22   | 2    | 0              | 0              | 3      | 0      | —      | —      | 25     | 2      |
| Партизан | Укупно   | Укупно           | 74   | 10   | 6              | 0              | 15     | 1      | —      | —      | 95     | 11     |

### Репрезентативна
Ажурирано 13. јуна 2021.
| Србија | Србија  | Србија |
| Године | Наступа | Голова |
| ------ | ------- | ------ |
| 2021.  | 2       | 0      |
| Укупно | 2       | 0      |